# Philipp Degen
Philipp Degen (Liestal, 1983. február 15. –) svájci válogatott labdarúgó, az FC Basel játékosa. Ikertestvére, David is labdarúgó, aki a BSC Young Boysban játszik.

## Pályafutása

### FC Basel
Az ifjúsági csapatban eltöltött évek után 2001-ben debütálhatott a felnőtt együttesben, mellyel négy szezon során háromszor megnyerték a bajnokságot, egyszer pedig a Svájci Kupát. A 2002–03-as idényben az FC Aarau-nak adták kölcsönbe.

### Borussia Dortmund
2005-ben a német Borussia Dortmund csapatához került, ahol három szezonjából az utolsót sérülések nehezítették.

### Liverpool
2008. május 20-án megerősítették, hogy Philipp Degen 2008. július 1-jétől a Liverpool FC játékosa. A svájci védőnek lejárt a Dortmunddal kötött szerződése, így ingyen érkezhetett az angolokhoz. A csapat edzője, Rafael Benítez ezt mondta róla: "Ő egy támadó szellemű játékos sok energiával és a győzelemre összpontosít. Erőssége, hogy megy előre, és biztos vagyok benne, hogy bizonyítani fogja rátermettségét, hogy fontos eleme a csapatnak. Néha találni ilyen embereket a játékospiacon. Mikor rátalálsz egy ilyenre mint ő, aki nem kerül pénzbe, azt jelenti, hogy befektethetsz a keret egyéb fejlesztéseire. Ő egy jó igazolás, a lehetőség embere, aki segít nekünk szélesebb körben is javulni."
A 2008–09-es szezon elején sérült volt, majd első szereplésén, egy Ligakupa-meccsen bordatörést szenvedett.

#### A válogatottban
Degen játszott a svájci válogatottban a 2006-os labdarúgó-világbajnokságon.
A 2008-as labdarúgó-Európa-bajnokságon a társrendező Svájc nemzeti csapatának is tagja volt, de nem lépett pályára.

## Sikerei, díjai
FC Basel
- 2001–02: Svájci Szuperliga
- 2003–04: Svájci Szuperliga
- 2004–05: Svájci Szuperliga
- 2003: Svájci Kupa (Schweizer Cup)

## Statisztika
Utoljára frissítve: 2010. május 9.
| Klub               | Szezon    | Svájci Szuperliga | Svájci Szuperliga | Svájci Kupa | Svájci Kupa | –        | –        | Európai kupaporond | Európai kupaporond | Egyéb | Egyéb | Összesen | Összesen |
| Klub               | Szezon    | Meccs             | Gól               | Meccs       | Gól         | Meccs    | Gól      | Meccs              | Gól                | Meccs | Gól   | Meccs    | Gól      |
| ------------------ | --------- | ----------------- | ----------------- | ----------- | ----------- | -------- | -------- | ------------------ | ------------------ | ----- | ----- | -------- | -------- |
| FC Basel           | 2001–02   | 3                 | 0                 | 0           | 0           | –        | –        | 0                  | 0                  | 0     | 0     | 3        | 0        |
| FC Basel           | 2002–03   | 0                 | 0                 | 0           | 0           | –        | –        | 1                  | 0                  | 0     | 0     | 1        | 0        |
| FC Aarau (kölcsön) | 2002–03   | 16                | 0                 | 0           | 0           | –        | –        | 0                  | 0                  | 0     | 0     | 16       | 0        |
| FC Basel           | 2003–04   | 32                | 4                 | 0           | 0           | –        | –        | 4                  | 0                  | 0     | 0     | 36       | 4        |
| FC Basel           | 2004–05   | 20                | 0                 | 0           | 0           | –        | –        | 10                 | 0                  | 0     | 0     | 30       | 0        |
| Basel összes       | 2001–2005 | 55                | 4                 | 0           | 0           | –        | –        | 15                 | 0                  | 0     | 0     | 70       | 4        |
| Klub               | Szezon    | Bundesliga        | Bundesliga        | Német Kupa  | Német Kupa  | –        | –        | Európai kupaporond | Európai kupaporond | Egyéb | Egyéb | Összesen | Összesen |
| Klub               | Szezon    | Meccs             | Gól               | Meccs       | Gól         | Meccs    | Gól      | Meccs              | Gól                | Meccs | Gól   | Meccs    | Gól      |
| Borussia Dortmund  | 2005–06   | 31                | 1                 | 1           | 0           | –        | –        | 2                  | 0                  | 0     | 0     | 34       | 1        |
| Borussia Dortmund  | 2006–07   | 27                | 0                 | 2           | 0           | –        | –        | 0                  | 0                  | 0     | 0     | 29       | 0        |
| Borussia Dortmund  | 2007–08   | 10                | 0                 | 2           | 0           | –        | –        | 0                  | 0                  | 0     | 0     | 12       | 0        |
| Dortmund összes    | 2005–2008 | 68                | 1                 | 5           | 0           | –        | –        | 2                  | 0                  | 0     | 0     | 75       | 1        |
| Klub               | Szezon    | Premier League    | Premier League    | FA-kupa     | FA-kupa     | Ligakupa | Ligakupa | Európai kupaporond | Európai kupaporond | Egyéb | Egyéb | Összesen | Összesen |
| Klub               | Szezon    | Meccs             | Gól               | Meccs       | Gól         | Meccs    | Gól      | Meccs              | Gól                | Meccs | Gól   | Meccs    | Gól      |
| Liverpool FC       | 2008–09   | 0                 | 0                 | 0           | 0           | 2        | 0        | 0                  | 0                  | 0     | 0     | 2        | 0        |
| Liverpool FC       | 2009–10   | 7                 | 0                 | 1           | 0           | 2        | 0        | 1                  | 0                  | 0     | 0     | 11       | 0        |
| Összesen           | 2001–     | 146               | 5                 | 6           | 1           | 4        | 0        | 18                 | 0                  | 0     | 0     | 174      | 5        |

## Magánélete
Házas ember, felesége a francia Camille A. G.

## Külső hivatkozások
- Degen adatlapja a Liverpool FC oldalán
- David Degen Philipp Degen Online - A Degen-testvérek hivatalos oldala Archiválva 2006. április 2-i dátummal a Wayback Machine-ben
- Degen statisztikája a Soccernet-en Archiválva 2008. június 3-i dátummal a Wayback Machine-ben